# Dominaria
Dominaria är namnet på ett av de plan (en värld) där magiker duellerar mot varandra i samlarkortspelet Magic: The Gathering.
Det är även namnet på en expansion till Magic: The Gathering.